# Wolf-Dietmar Unterweger
Wolf-Dietmar Unterweger (* 18. Juni 1944 in Dresden) ist ein deutscher Fotograf und Buchautor.

## Leben
Nach der Zerstörung Dresdens wuchs Unterweger in Wain im Landkreis Biberach in Oberschwaben, dem Geburtsort seines Vaters auf. Die Reformation wurde in Wain 1573 eingeführt. Ab 1650 wurden protestantische Glaubensflüchtlinge im Ort angesiedelt, sie waren aus ihrer Heimat Kärnten, hauptsächlich aus Arriach und der Steiermark vertrieben worden. Diese Exulanten bildeten den Hauptteil der ortsansässigen Bevölkerung. Der Name Unterweger lässt sich vermutlich von diesen um 1650 in Wain angesiedelten Protestanten herleiten.
Unterweger verbrachte viel Zeit auf dem Bauernhof seines Großvaters. Im Anschluss an die Volksschule besuchte er das heutige Carl-Laemmle-Gymnasium, in Laupheim. Nach Abschluss der Mittleren Reife erlernte er den Beruf des Chemielaboranten bei der Firma Thomae in Biberach an der Riß. Auf dem zweiten Bildungsweg legte er 1968 in Stuttgart das Abitur ab. An der Universität Stuttgart studierte er Chemie, seine Diplomarbeit aus dem Jahr 1972 wurde patentiert. 1975 promovierte Unterweger mit einer Arbeit zur Synthese pharmazeutischer Moleküle. Bereits während des Studiums unternahm er ausgedehnte Reisen, unter anderem reiste er auf dem Landweg nach Indien und Nepal.
Nachdem er zehn Jahre lang als Chemiker gearbeitet hatte, unter anderem in der pharmazeutischen Industrie bei der damaligen Firma Mack bei Illertissen, gab Unterweger 1982 seinen naturwissenschaftlichen Beruf auf. Der Abriss eines alten und geschichtsträchtigen Hauses in seinem Heimatort Wain hatte Unterweger bereits 1975 in eine Krise gestürzt und den Anstoß für die Umorientierung gegeben. Von nun an arbeitete er hauptberuflich als Fotograf und Autor, um die seit den 60er-Jahren untergehende Bauernkultur festzuhalten. Er will Wege zu einer nachhaltigen Landwirtschaft aufzeigen, die auch Kunst schafft.
Wolf-Dietmar Unterweger ist verheiratet mit Ursula Unterweger, die an vielen Buchprojekten und Kalendern mitgearbeitet hat. Die beiden leben in Wain und haben einen Sohn.

## Werk
Unterwegers erster Bildband, „Schönes altes Bauernland“ aus dem Jahr 1983, ist bereits durch jene Motive bestimmt, die auch sein weiteres Schaffen bestimmen: Er zeigt Bauernhofansichten und Details an verfallenden Häusern wie Fenster und Tore, Bauerngärten, sowie hart arbeitende Menschen. Viele Bilder sind bei schlechtem Wetter, Nebel und Schnee aufgenommen, die Motive sind auf das Wesentliche reduziert – was eine Stimmung der Melancholie des Abschieds erzeugt. In seinem Buch „Es ist gut, dass es uns noch gibt“ (1985) porträtiert er alte Knechte und Mägde, Bauern und Bäuerinnen mit ihrem harten, entbehrungsreichen Leben und hält ihre Lebensweisheiten fest. Unterweger schreibt: „Sie alle sind Dorforiginale, Außenseiter des Bürgertums, über die kleinen Normen des Durchschnittslebens erhaben.“ In mehreren Büchern, vor allem in „Das große Buch der Bauerngärten“ (1990), setzt er dem traditionellen bäuerlichen Garten, der sich durch den Dreiklang Nützlichkeit, Schönheit und Zweckmäßigkeit auszeichnet, ein Denkmal und gibt praktische Anleitungen, ihn neu zu gestalten. Sein Buch „Die Schönheit alter Bauerndörfer“ (1996) ist eine Kampfansage gegen das „saubere Dorf“, in dem Rückzugsräume für Tiere und Pflanzen verschwunden sind und ein Aufruf für den Erhalt traditioneller Baukultur und für ein nachhaltiges, ökologisches und regionales Bauen auf dem Lande:

„Die Schönheit alter Bauerndörfer gibt es noch, aber nur fragmentarisch in Form von sogenannten „Schandflecken“. Ihnen begegnen wir in den heutigen Dörfern immer seltener. Sie sollte man aber beachten – ihre Poesie und ihre malerische Schönheit.“

Der Fotograf hat seinen Aktionsradius ständig erweitert: Zunächst fotografierte er in seinem Dorf, dann in Nachbardörfern, in Oberschwaben und im Allgäu, auf der Schwäbischen Alb, in Bayern, Norddeutschland  und schließlich auch in angrenzenden Ländern. Unterweger fotografiert ausschließlich in Farbe und mit analoger Technik. Seine Sammlung umfasst mittlerweile rund 500 000 Bilder. Sie sind einzigartige Zeugnisse des Niedergangs der bäuerlichen Lebensart, einer nachhaltig wirtschaftenden traditionellen Landwirtschaft und einer alten ökologischen Kulturlandschaft.
Zusammen mit seiner Frau Ursula hat Wolf-Dietmar Unterweger mittlerweile über 40 Bild- und Textbände veröffentlicht und rund 150 Kalender. Zahlreiche Ausstellungen zeigten seine Fotografien einem größeren Publikum. Sein Kampf für den Erhalt der alten Bauernkultur und für einen Neuentwurf einer nachhaltigen Landwirtschaft hat ihn überregional bekannt gemacht. Die Schwäbische Zeitung  nannte ihn einen „fahrenden Ritter in einer sesshaften Urbevölkerung“, die Stuttgarter Zeitung bezeichnete ihn als „Brennnesselstehenlasser“. Der Bayerische Rundfunk setzte Unterweger im Jahr 2005 mit dem Dokumentarfilm „Des einfachen Lebens Dokumentar“ ein Denkmal.

## Arbeitsphilosophie
Wolf-Dietmar Unterweger will sich seinem Gegenstand, der nachhaltig wirtschaftenden traditionellen Landwirtschaft, auf zwei Wegen nähern: Mit der objektiven Sicht des Naturwissenschaftlers nähert er sich seinem Motiv und geht damit den „rationalen Weg der Erkenntnis“. Als subjektiv arbeitender Künstler beschreitet er gleichzeitig den „intuitiven Weg der Erkenntnis“. Mithilfe dieser beiden Zugänge will er das „wahre Bild der Bauern“ erfassen. Unterweger unterscheidet sich von der Arbeit des von ihm geachteten August Sander, weil er im Gegensatz zu diesem einen ganzheitlichen Anspruch bei der Beschreibung der bäuerlichen Welt hat. Unterweger will sich keiner Kunstrichtung zuordnen, seine Fotokunst nennt er „Neue Nachhaltigkeit“.

## Publikationen (Auswahl)
- 1983: Schönes, altes Bauernland; Stürtz Verlag, Würzburg
- 1984: Schöne, alte Bauerngärten; Stürtz Verlag, Würzburg
- 1985: Es ist gut, dass es uns noch gibt…; Stürtz, Verlag Würzburg (Neuauflage 2001)
- 1987: Wildschöner Naturgarten; Stürtz Verlag, Würzburg
- 1989: Alte Bauernweisheiten für heute neu entdeckt; Stürtz Verlag, Würzburg
- 1989: Freude an bäuerlichen Gärten; Edition Albert Schwarz, Zell a.H./ Schwarzwald
- 1989: Die letzten Bauernwiesen; Busse-Seewald, Herford
- 1990: Das große Buch der Bauerngärten; Stürtz Verlag, Würzburg
- 1991: Wie das Wetter wird – Bauernregeln für heute neu entdeckt; gemeinsam mit Ursula Unterweger; Stürtz Verlag, Würzburg
- 1992: Glückliche Hühner – Eine Liebeserklärung an das Federvieh; Stürtz Verlag, Würzburg
- 1993: Der Hundertjährige Kalender prophezeit; Stürtz Verlag, Würzburg
- 1994: Das kleine Buch der Bauernweisheiten; Stürtz Verlag, Würzburg
- 1996: Die Schönheit alter Bauerndörfer – Es ist gut, dass es das noch gibt… ; Stürtz Verlag, Würzburg
- 1999: In schönen Gärten zu Gast; SKV Edition, Lahr
- 2002: Das Hühner-Buch; Leopold Stocker Verlag, Graz
- 2007: Der Hundertjährige Kalender von 2008 – 2012; Rosenheimer Verlag, Rosenheim
- 2008: Wettervorhersagen von Tieren und Pflanzen; Rosenheimer Verlag, Rosenheim
- 2012: Wolf-Dietmar Unterwegers Bäuerliche Welt: Fotografische Werke 1978-2009; Biberacher Verlagsdruckerei
- 2014: Die Bauern; Leopold Stocker Verlag, Graz
- 2014: Die Bauern; auf 100 Exemplare limitierte Luxusausgabe; Leopold Stocker Verlag, Graz
- 2018: Echte Bauern retten die Welt!; Leopold Stocker Verlag, Graz
- 2019: Das Hühnerbuch. Handbuch zur Haltung glücklicher Hühner; Leopold Stocker Verlag, Graz
- 2020: Das große Buch vom Kleinvieh. Handbuch zur Haltung glücklicher Haus- und Nutztiere; Leopold Stocker Verlag, Graz
- 2021: Bauerngärten: Glücksorte. Biodivers und ertragreich; Leopold Stocker Verlag, Graz

## Ausstellungen (Auswahl)
- 1994: Galerie im Fruchtkasten, Ochsenhausen: „Schönes, altes Bauernland – Bilder des Abschieds und der Wiederentdeckung“
- 1996: Schloss Insel Mainau – Konstanz/ Bodensee: Frühlingsbilder / „Frühling lässt sein blaues Band…“
- 1998: Naturschutzzentrum Schopflocher Alb: „Dorfschönheiten – bäuerliche Gartenwelt“
- 1998: Stadt Metzingen: „Bewahren auf dem Lande“
- 2005: Städtische Galerie im Fruchtkasten des Klosters Ochsenhausen: „Unterweger und die bäuerliche Welt-Fotografien von Wolf-Dietmar Unterweger“
- 2005–2008: Freilichtmuseum Wolfegg, Ldkr. Ravensburg: „Eheglück – Weisheiten für ein gemeinsames Leben“
- 2009: Freilichtmuseum Wolfegg, Ldkr. Ravensburg: „Winterzeit im Bauernland“
- 2023: Städtische Galerie Fähre, Altes Kloster, Bad Saulgau: „Bäuerliche Welt“
- 2023: Städtische Galerie im Fruchtkasten des Klosters Ochsenhausen: Freunde des Fruchtkastens. 35 Jahre Ausstellungen in Ochsenhausen (1988–2023)